# Наташа Корољова
Наталија Владимировна Поривај (рус. Наталия Владимировна Порывай, укр. Наталія Володимирівна Поривай), познатија као Наташа Корољова (рус. Наташа Королёва) је певачица и глумица.

## Дискографија
- «Жёлтые тюльпаны» (1990)
- «Дельфин и русалка» (1992)
- «Поклонник» (1994)
- «Конфетти» (1995)
- «Бриллианты слёз» (1997)
- «Сердце» (2001)
- «Осколки прошлого» (2002)
- «Веришь или нет (плюс Тарзан )» (2003)
- «Рай там, где ты» (2006)
- «Магия Л…» (2015)